# Уаттара, Зие
Зие Мохамед Уаттара (фр. Zié Mohamed Ouattara), ; 9 января 2000, Абиджан, Кот-д’Ивуар) — ивуарийский футболист, защитник клуба «Витория Гимарайнш». Участник летних Олимпийских игр 2020 в Токио.

## Клубная карьера
Уаттара — воспитанник клуба АСЕК Мимозас. В 2018 году он перешёл в академию португальского «Витория Гимарайнш». 19 октября 2020 года в матче против «Боавишты» он дебютировал в Сангриш лиге. 

## Международная карьера
В 2021 году Уаттара принял участие в Олимпийских играх в Токио. На турнире он сыграл в матчах против команд Бразилии и Германии.